# Huejotengo
Huejotengo är en ort i Mexiko.   Den ligger i kommunen Ocuituco och delstaten Morelos, i den sydöstra delen av landet, 70 km sydost om huvudstaden Mexico City. Huejotengo ligger 2 173 meter över havet och antalet invånare är 979.
Terrängen runt Huejotengo är lite bergig. Runt Huejotengo är det ganska tätbefolkat, med 199 invånare per kvadratkilometer. Närmaste större samhälle är Tetela del Volcán, 2,7 km öster om Huejotengo. Omgivningarna runt Huejotengo är en mosaik av jordbruksmark och naturlig växtlighet.